# Élodie Font
Élodie Font est une journaliste et autrice française. 
Elle est connue pour ses podcasts sur la procréation médicalement assistée publié chez Cheek Magazine, et pour le documentaire réalisé pour Arte Radio sur son coming in lesbien.

## Biographie
Élodie Font est diplômée de l'École supérieure de journalisme de Lille (ESJ). Elle commence sa carrière sur Medi 1 radio au Maroc. Elle travaille ensuite pour Beur FM, Autoroute FM, France Bleu, Mouv’, Nova, Arte Radio.
Élodie Font se fait remarquer en 2017 en réalisant pour Arte radio un documentaire intime de 28 minutes dans lequel elle raconte la découverte puis l'acceptation de son lesbianisme,,. Coming in reçoit le prix de la visibilité LGBTI : Out d'or 2018 du meilleur documentaire,.
Elle signe en fin d'année 2017 une série de cinq podcasts sur la procréation médicalement assistée, Il était une fois la PMA pour Cheek Magazine,,,.
En 2018, elle crée la série Double Vie, réalisée par Charlène Nouyoux pour Arte radio où elle questionne nos identités dans la vie réelle et en ligne en s'interrogeant sur nos rapport aux réseaux sociaux, aux pseudonymes, à la protection des données par exemple.
Durant l'été 2020, Élodie Font anime l'émission Chacun sa route où elle s'interroge sur le « monde d'après », avec une approche scientifique puis plus intime sur France Inter.
Également scénariste de bande dessinée, Élodie Font publie en septembre 2017 Dans les coulisses de Notre-Dame de Paris, en novembre 2018 Fragances, la création d'un parfum, en mai 2019 Les 24h du Mans chrono, et Coming in en septembre 2021.
En mai 2024 est publié son essai À nos désirs - Dans l'intimité des lesbiennes aux éditions La Déferlante. Pour Télérama : « En confiant sa propre expérience et en puisant dans le millier de témoignages récoltés grâce à un questionnaire, Élodie Font narre les intimités lesbiennes. [...] Cette enquête intime est belle mais dure. Car l’essai n’élude pas les caricatures et les fantasmes qui engluent les représentations sexuelles lesbiennes. [...] En détaillant les multiples facettes du désir et du plaisir lesbiens, elle esquisse un autre rapport à la sexualité, ouvrant une voie de libération érotique pour toutes ».

## Publications
- Élodie Font (ill. Jean-Jacques Dzialowski), 24 heures du Mans chrono, Paris/impr. en Espagne, Jungle, 2019, 94 p. (ISBN 978-2-8222-2623-3 et 2-8222-2623-7, OCLC 1105548857, lire en ligne)
- Élodie Font (ill. Elisa Gandolfo), Fragrances : la création d'un parfum, Paris/impr. en Espagne, Jungle, 2018, 71 p. (ISBN 978-2-8222-2591-5 et 2-8222-2591-5, OCLC 1081125945, lire en ligne)
- Élodie Font (ill. Joël Alessandra), Dans les coulisses de Notre-Dame de Paris, Paris/85-Luçon, Jungle, dl 2017, 107 p. (ISBN 978-2-8222-2157-3 et 2-8222-2157-X, OCLC 1022930613, lire en ligne)
- Élodie Font (ill. Carole Maurel), Coming in, Paris, Payot, coll. « Payot Graphic », 2021, 114 p. (ISBN 978-2228929097)
- Élodie Font, À nos désirs. Dans l'intimité des lesbiennes, La Déferlante, 2024, 198 p. (ISBN 9782487162037)

## Distinctions reçues
- Out d'or 2018 du meilleur documentaire pour Coming in.